# Geoff Ryman
Geoffrey Charles Ryman, född 1951, är en kanadensisk science fiction- och fantasyförfattare. Han flyttade till USA vid elva års ålder, och har bott i Storbritannien sedan 1973. Han debuterade med "The Diary of the Translator" 1976, men kom att uppmärksammas först med kortromanen The Unconquered Country, som publicerades i Interzone 1984 och belönades med World Fantasy-priset och BSFA-priset.  Till hans senare uppmärksammade verk hör hans roman Air, från 2005, som belönades med Tiptreepriset, BSFA-priset och Hugopriset. Han har också skrivit ett antal pjäser.